# Vi i vilda västern
Vi i vilda västern engelska: Girl Crazy är en amerikansk musikalfilm från 1943 i regi av Norman Taurog och Busby Berkeley (dansnummer). Filmen bygger på en teatermusikal som spelades på Broadway från 1930. Filmen hade svensk premiär 31 juli 1944.

## Handling
Danny Churchills stora intressen är vin, kvinnor och sång, men inte utbildning. Därför skickar hans rika far honom till ett college längst bort i Västern där det inte ska finnas några kvinnor på flera mils avstånd.

## Rollista
- Mickey Rooney - Danny Churchill, Jr.
- Judy Garland - Ginger Gray
- Gil Stratton - Bud Livermore
- Robert E. Strickland - Henry Lathrop
- Rags Ragland - Rags
- June Allyson - Specialty Singer
- Nancy Walker - Polly Williams
- Guy Kibbee - Dean Phineas Armour
- Frances Rafferty - Marjorie Tait
- Henry O'Neill - Danny Churchill, Sr.
- Howard Freeman - Guvernör Tait
- Tommy Dorsey och hans orkester - sig själva